# Шон-би
Шон Едигеулы (каз. Шоң Би Едігеұлы, род. 1754 или 1770, ум. 1836) — казахский би, старший султан Баянаульского округа Среднего жуза. 

## Биография
Происходит из рода айдабол племени аргынов. Сын Едыге-бия. Был влиятельным человеком в своей округе. О Шоне и его отце встречаются много стихов, преданий в устном народном творчестве, в записях Машхура Жусупа Копеева. В фольклоре он предстает как справедливый судья.
С 1822 года вместе с Шорман би он направил в администрацию в Западной Сибири несколько писем по поводу разрешения земельного спора и расселения казахов вообще.
В 1833 был избран старшим султаном Баянаульского округа. Стал первым старшим султаном не из чингизидов. Этнограф А. Янушкевич в "Дневниках и письмах" (1846) пишет, что Шон руководил сородичами с умом, честностью и деловитостью.
Похоронен у стен мавзолея Ходжи Ахмета Яссави в Туркестане. Потомки Шон-би в годы Советской власти подвергались репрессиям.

## Память
В 2011 году в Баянуле открыт памятник государственным деятелям XVII-XVIII века Шон би Едигеулы и Шорман би Кушикулы.
В Казахстане с 2019 года проводятся Чтения Шон би среди школьников.
Шон би посвящен роман "Чон бий" казахского писателя Калмухана Исабаева.